# Доктор Живаго
«До́ктор Жива́го» — роман Бориса Пастернака. Роман создавался в течение десяти лет, с 1945 по 1955 год, и является вершиной творчества автора как прозаика. Роман сопровождён стихами главного героя — Юрия Андреевича Живаго.
Рисуя широкое полотно жизни российской интеллигенции на фоне драматического периода от начала XX столетия до Великой Отечественной войны, сквозь призму биографии доктора-поэта книга затрагивает вопрос жизни и смерти, проблемы русской истории, интеллигенции и революции, христианства, еврейства.
Книга была негативно встречена советской партийной и официальной литературной средой и запрещена к изданию из-за неоднозначной позиции автора по отношению к Октябрьской революции 1917 года и последующей жизни страны.

## Действующие лица

### Главные герои
- Юрий (Юра) Андреевич Живаго — доктор и поэт, главный герой романа.
- Антонина (Тоня) Александровна Живаго (Громеко) — юрист, жена Юрия.
- Лариса (Лара) Фёдоровна Антипова (Гишар) — сестра милосердия, жена Антипова.
- Павел (Паша) Павлович Антипов (Стрельников) — муж Лары, революционный комиссар.
- Евграф Андреевич Живаго — генерал-майор, единокровный брат Юрия.
- Александр Александрович Громеко — отец Антонины, профессор-агроном.
- Михаил (Миша) Григорьевич Гордон — филолог, одноклассник по гимназии и лучший друг Живаго.
- Анна Ивановна Громеко (Крюгер) — мать Антонины.
- Николай Николаевич Веденяпин — дядя Юрия Андреевича.
- Виктор Ипполитович Комаровский — московский адвокат.
- Екатерина Павловна (Катенька) Антипова — дочь Ларисы.
- Иннокентий (Ника) Дементьевич Дудоров — одноклассник Юрия по гимназии.
- Осип Гимазетдинович Галиуллин — белый генерал.
- Анфим Ефимович Самдевятов — юрист, большевик.
- Ливерий Аверкиевич Микулицын (Товарищ Лесных) — предводитель «Лесных братьев».
- Марина Маркеловна Щапова — вторая, незарегистрированная, жена Юрия.
- Александра (Шура) Шлезингер — подруга Анны Ивановны, поверенная.

### Второстепенные герои
- Родион Фёдорович Гишар — брат Лары.
- Александр Юрьевич (Саша/Шура) Живаго — сын Юры и Тони.
- Мария Юрьевна (Маша) Живаго — дочь Юры и Тони.
- Эмма Эрнестовна — экономка, ведёт хозяйство Комаровского.
- Константин Илларионович Сатаниди — актёр и картёжник.
- Мария Николаевна Живаго (Веденяпина) — мать Юрия.
- Киприян Савельевич Тиверзин и Павел Ферапонтович Антипов — работники Брестской железной дороги, политкаторжане.
- Дроков — доктор.
- Руфина Онисимовна Войт-Войтковская — наймодатель Лары, юрист, передовая женщина, жена политического эмигранта.
- Туся Чепурко — Ларина однокурсница.
- Людмила Капитоновна Чепурко — мать Туси Чепурко, готовила свадьбу Лары с Пашей, «хорошая певица и страшная выдумщица».
- Лаврентий Михайлович Кологривов — предприниматель-практик, пристроил Лару воспитательницей своей дочери Липы, талантлив, умён.
- Серафима Филипповна Кологривова — жена Кологривова.
- Олимпиада (Липа) Лаврентьевна Кологривова и Надежда (Надя) Лаврентьевна Кологривова — дочери Кологривова.
- Константин Борисович (Кока) Корнаков — лицеист, сын товарища прокурора.
- Пров Афанасьевич Соколов — псаломщик.
- Маркел Щапов — дворник в старом доме семьи Громеко, отец Марины.
- Иван Иванович Воскобойников — педагог, «популяризатор полезных знаний».
- Гинц — молодой комиссар, был убит при самосуде.
- Жабринская — пожертвовала свой дом под госпиталь, в котором находились Лара и Юра.
- Устинья — белая кухарка в доме Жабринской, «любопытная натура», выступала на митинге, страстью которой было «вступаться за правду».
- Николай (Коля) Фроленко — бирючевский телеграфист.
- Максим Аристархович Клинцов-Погоревших — глухонемой охотник, который научился говорить по движению горловых мышц, нигилист, новатор, экстремист-максималист, ехал с Юрием в одном вагоне в Москву.
- Аверкий Степанович Микулицын — отец Ливерия Аверкиевича Микулицына.
- Нюша — няня Саши Живаго.
- Каменнодворский — начальник связи.
- Василий (Вася) Брыкин — подросток из Веретенникова, шёл с Живаго до Москвы.
- Харлам Гнилой — доносчик из Веретенникова.
- Капитолина (Капелька, Капка) Юрьевна Живаго и Клавдия (Клашка) Юрьевна Живаго — дети Марины и Живаго.
- Татьяна Васильевна (Таня) Безочередева — дочь Лары[2] и Юры.
- Марфа Гавриловна Тиверзина — мать Киприяна Савельевича Тиверзина.
- Памфил Палых — дезертир, застрелил комиссара Гинца, зарубил топором свою семью в страхе перед белыми.

## Сюжет
Главный герой романа, Юрий Живаго, предстаёт перед читателем маленьким мальчиком на первых страницах произведения, описывающих похороны его матери: «Шли и шли и пели „Вечную память“…» Юра — потомок богатой семьи, сделавшей себе состояние на промышленных, торговых и банковских операциях. Брак родителей не был счастливым: отец бросил семью ещё до смерти матери.
Осиротевшего Юру на некоторое время приютил дядя, живущий на юге России. Затем его принял родственный круг в лице профессорской семьи — Громеко в Москве.
Исключительность Юрия становится очевидной довольно рано — ещё юношей он проявляет себя как талантливый поэт. Но при этом решает идти по стопам своего приёмного отца Александра Громеко и поступает на медицинское отделение университета, где также проявляет себя как талантливый врач.
Первой возлюбленной, а впоследствии и женой Юрия Живаго становится дочка его благодетелей — Антонина (Тоня) Громеко.
У Юрия и Тони было двое детей, однако затем судьба разлучила их навсегда, и свою младшую дочь, родившуюся после расставания, доктор никогда не видел.
В начале романа перед читателем постоянно возникают новые лица. Всех их свяжет в единый клубок дальнейший ход повествования. Одна из них — Лариса, невольница адвоката Комаровского, которая всеми силами пытается и не может вырваться из плена его «покровительства». У Лары есть друг детства — Павел Антипов, который впоследствии станет её мужем, и Лара увидит в нём своё спасение. Поженившись, они с Антиповым не могут найти своего счастья, Павел бросит семью и отправится добровольцем на фронт Первой мировой. Впоследствии он станет грозным революционным комиссаром, сменив фамилию на Стрельников. По окончании Гражданской войны он планирует воссоединиться с семьёй, однако этому желанию так и не суждено будет сбыться.
Юрия Живаго и Лару судьба разными путями сводит в период Первой мировой войны в прифронтовом населённом пункте Мелюзеево, куда главный герой произведения призван на войну в качестве военного врача, а Антипова — добровольно сестрой милосердия, пытаясь отыскать без вести пропавшего мужа Павла. Впоследствии жизни Живаго и Лары опять пересекаются в провинциальном Юрятине-на-Рыньве (вымышленном уральском городе, прообразом которого послужила Пермь), где семья Живаго тщетно ищет убежища от уничтожающей всё и вся революции. Юрий и Лариса встретятся и полюбят друг друга. Но вскоре Гражданская война разлучила Живаго и с Ларой, и с его семьёй. Восемнадцать месяцев Живаго будет пропадать в Сибири, служа военным доктором в плену у красных партизан. Совершив побег, он пешком вернётся на Урал — в Юрятин, где снова встретится с Ларой. Его супруга Тоня — вместе с детьми и отцом, тестем Юрия, они вновь окажутся в Москве — пишет о скорой принудительной высылке за границу. Юрий и Лара в это время находятся в Юрятине. Вскоре к ним приезжает нежданный гость — Комаровский, получивший приглашение возглавить Министерство юстиции в Дальневосточной республике, провозглашённой на территории Забайкалья и российского Дальнего Востока. Он предлагает им уехать вместе с ним. В надежде переждать зиму и ужасы Юрятинского реввоенсовета, Юрий и Лара укрываются в заброшенной усадьбе Варыкино. Впоследствии, происходит второй визит Комаровского, на этот раз он убеждает Юрия Андреевича отпустить Лару и её дочь с ним — на восток, обещая переправить их затем за границу, так как им грозит опасность, ведь Антипов-Стрельников расстрелян. Юрий Андреевич соглашается, понимая, что никогда больше их не увидит.
Постепенно он начинает сходить с ума от одиночества. Вскоре в Варыкино приходит супруг Лары — Павел Антипов-Стрельников. Ложно обвинённый в преступлении, он бежал до ареста и скрывался по просторам Сибири, Урала, в надежде при лучших обстоятельствах себя оправдать. Он рассказывает Юрию Андреевичу о своём участии в революции, о Ленине, об идеалах советской власти, но, узнав от Юрия Андреевича, что Лара всё это время любила и любит его, понимает, как горько он заблуждался. Осознавая свою неминуемую гибель, Стрельников кончает с собой. После самоубийства Стрельникова доктор возвращается в Москву. Там он встречает Марину, дочь бывшего (ещё при царской России) громековского дворника Маркела. В фактическом браке с Мариной у них рождаются две девочки. Юрий постепенно опускается, забрасывает научную и литературную деятельность и, даже осознавая своё падение, ничего не может с этим поделать. Однажды утром, по дороге на работу, ему становится плохо в трамвае, и он умирает от сердечного приступа в центре Москвы. Проститься с ним к его гробу приходят сводный брат Евграф и случайно оказавшаяся рядом Лара, которая вскоре после этого пропадёт без вести.
Впереди будут и Вторая мировая, и Курская дуга, и прачка Таня, которая поведает убелённым сединами друзьям детства Юрия Андреевича — Иннокентию Дудорову и Михаилу Гордону, пережившим лагеря, аресты и репрессии конца 1930-х годов, историю своей жизни; окажется, что это дочь Юрия и Лары, брат Юрия генерал-майор Евграф Живаго возьмёт её под свою опеку. Он же составит сборник сочинений Юрия — тетрадь, которую читают Дудоров и Гордон, сидя у окна, из которого открывается панорама Москвы, в последней сцене романа. Текст романа завершают 25 стихотворений Юрия Живаго.

## Интерпретация
По мнению биографа и исследователя творчества Пастернака писателя Дмитрия Быкова, сюжетом символистского романа стала собственная жизнь Пастернака, но не реально им прожитая, а та, какой он хотел бы её видеть. Юрий Живаго, согласно этой трактовке, является олицетворением русского христианства, главными чертами которого Пастернаку виделись жертвенность и щедрость. Образ Лары литературовед ассоциирует с Россией, вечно мятущейся роковой страной, сочетающей в себе неприспособленность к жизни с удивительной ловкостью в быту. Автор 500-страничного романа незаметно подводит читателя к мысли о том, что не человек служит эпохе, а напротив — эпоха развёртывается так, чтобы человек осуществил себя с наибольшей выразительностью и свободой.
Начало работы над романом совпало у Пастернака с завершением перевода «Гамлета» Шекспира. Февралём 1946 года датируется первый вариант стихотворения «Гамлет», открывающего «Тетрадь Юрия Живаго».

## Замысел и прототип доктора Живаго
Академик Д. С. Лихачёв писал о романе «Доктор Живаго», как об

автобиографии, в которой удивительным образом нет внешних фактов, совпадающих с реальной жизнью автора. И тем не менее автор (Пастернак) как бы пишет за другого о самом себе. Это духовная автобиография Пастернака, написанная им с предельной откровенностью.

Об автографическом характере произведения писали и другие литературоведы.
Ольга Ивинская свидетельствует, что само имя «Живаго» возникло у Пастернака, когда он случайно на улице «наткнулся на круглую чугунную плитку с „автографом“ фабриканта — „Живаго“… и решил, что пусть он будет такой вот, неизвестный, вышедший не то из купеческой, не то из полуинтеллигентской среды; этот человек будет его литературным героем».
О прототипе доктора Живаго сам Пастернак сообщает следующее:

Я пишу сейчас большой роман в прозе о человеке, который составляет некоторую равнодействующую между Блоком и мной (и Маяковским, и Есениным, быть может). Он умрёт в 1929. От него останется книга стихов, составляющая одну из глав второй части. Время, обнимаемое романом, — 1903—1945 годы. По духу это нечто среднее между Карамазовыми и Вильгельмом Мейстером.
— из письма Бориса Пастернака к своей корреспондентке, март 1947 года
.
Реальным человеком, который явился прототипом доктора Живаго, вероятно, был врач Дмитрий Дмитриевич Авдеев, сын купца второй гильдии, с которым Пастернак познакомился во время эвакуации в город Чистополь, где писатель жил с октября 1941 по июнь 1943 года. Именно в квартире доктора писатели проводили творческие вечера (её называли «филиалом Московского клуба писателей»). И когда Пастернак в 1947 году искал название для своего самого значительного произведения, он вспомнил чистопольского знакомца доктора Авдеева — и роман получил название «Доктор Живаго». С сыновьями Авдеева Пастернак переписывался и после возвращения в Москву.
М. М. Коряков предполагал, что в образе Живаго писатель отразил черты и некоторые обстоятельства жизни своего ровесника и соученика по гимназии Дмитрия Фёдоровича Самарина (1890—1921), внука известного общественного деятеля Д. Ф. Самарина. Сам Пастернак отмечал, что образ Самарина «был передо мной, когда я описывал возвращение Живаго в Москву».
Роман стал развитием замысла крупного произведения о революции и Гражданской войне, который автор пытался воплотить ещё с конца 1920-х годов в романе в стихах «Спекторский» и связанной с ним «Повестью», написанной в 1929 году. На роман также мог повлиять роман Максима Горького «Жизнь Клима Самгина»: произведение Горького в своё время вызвало высокую оценку и интерес со стороны Пастернака, как видно из их переписки; Ефим Эткинд считает, что роман Пастернака мог быть «ответом» на роман Горького, который по отношению к «Доктору Живаго» он называет «своего рода негативным фоном».

## История публикации и оценка

### Первые издания
В апреле 1954 года в журнале «Знамя» была опубликована подборка стихотворений под общим названием «Стихи из романа в прозе „Доктор Живаго“». Предваряя её, автор писал, что стихи были обнаружены среди бумаг героя романа врача Юрия Андреевича Живаго. В публикацию вошли 10 (Март, Белая ночь, Весенняя распутица, Объяснение, Лето в городе, Ветер, Хмель, Свадьба, Разлука, Свидание) из 25 стихотворений, которые составили «последнюю, заключительную главу романа». Тогда же Б. Л. Пастернак, сомневавшийся в возможности прижизненной публикации романа, особо отметил в письме сестре О. М. Фрейденберг, что «…слова „Доктор Живаго“ оттиснуты на современной странице».
10 декабря 1955 года Пастернак написал В. Т. Шаламову: «…я окончил роман, исполнил долг, завещанный от бога, но кругом ничего не изменилось».
Весной 1956 года Б. Л. Пастернак предложил рукопись только что оконченного романа двум ведущим литературно-художественным журналам «Новый мир» и «Знамя» и альманаху «Литературная Москва». По воспоминаниям члена редколлегии «Литературной Москвы» Вениамина Каверина, роман не был опубликован из-за отрицательного отзыва фактического главного редактора альманаха Эммануила Казакевича
Летом 1956 года Пастернак, не надеясь на скорую публикацию романа в СССР, через журналиста, коммуниста и сотрудника итальянского радиовещания в Москве Серджо Д’Анджело, сопровождаемого представителем иностранной комиссии Союза писателей, передал копию рукописи итальянскому издателю, тоже коммунисту, Джанджакомо Фельтринелли.
В сентябре 1956 года Пастернак получил ответ из журнала «Новый мир»:

… Как люди, стоящие на позиции, прямо противоположной Вашей, мы, естественно, считаем, что о публикации Вашего романа на страницах журнала «Новый мир» не может быть и речи… Возвращаем Вам рукопись романа «Доктор Живаго».
— 
Б. Агапов, Б. Лавренёв, К. Федин, К. Симонов, А. Кривицкий
В 1956 году Корней Чуковский писал в дневнике, что в редакции из-за опасений скандала за рубежом тогда же возникла идея «чтобы прекратить все кривотолки (за границей и здесь) тиснуть роман в 3-х тысячах экземплярах[sic], и сделать его таким образом недоступным для масс». Хотя Федин и подписал письмо, в беседах с Чуковским он называл его «гениальным».
В августе 1957 года Пастернак рассказал итальянскому слависту Витторио Страде, как недавно под нажимом властных чиновников был вынужден подписать телеграмму, чтобы остановить итальянское издание. Он попросил передать Д. Фельтринелли просьбу не принимать в расчёт новых «запретов» с его стороны на публикацию романа, «чтобы книга вышла во что бы то ни стало».
В ноябре 1957 года роман был впервые издан на итальянском языке в Милане в издательстве Фельтринелли, «вопреки всем усилиям Кремля и итальянской компартии» (за это Фельтринелли был позднее исключён из компартии).
24 августа 1958 года в Голландии тиражом 500 экземпляров было выпущено «пиратское» (без согласования с Фельтринелли) издание на русском языке.
Издание на русском языке по рукописи, не выправленной автором, вышло в свет в Милане в январе 1959 года.
Первое издание на русском языке в Голландии и часть последующих в Великобритании, в США в карманном формате и бесплатную раздачу книги советским туристам на Всемирной выставке 1958 года в Брюсселе и на VII международном фестивале молодёжи и студентов в Вене организовало ЦРУ. В 1958 году ЦРУ выпустило сообщение для внутреннего распространения, в котором, в частности, было сказано:

Эта книга имеет огромную пропагандистскую ценность не только благодаря её важному содержанию и свойству побуждать к размышлениям, но и благодаря обстоятельствам её издания: у нас есть шанс заставить советских граждан призадуматься, что не в порядке с их правительством, если литературный шедевр человека, который слывёт величайшим из ныне живущих русских писателей, не могут достать, чтобы прочесть на языке оригинала, его собственные соотечественники на его собственной родине.

ЦРУ также участвовало в распространении романа в странах социалистического блока. Кроме того, как следует из рассекреченных документов, в конце 1950-х годов британское министерство иностранных дел пыталось использовать «Доктора Живаго» как инструмент антикоммунистической пропаганды и финансировало издание романа на языке фарси. В связи с этими обстоятельствами Иван Толстой поднимает вопрос о том, насколько эти действия ЦРУ повлияли на получение Пастернаком Нобелевской премии.
В 1958 году роман передавало «Радио Свобода»:
Мы быстро получили книгу от итальянского издателя Фельтринелли и начали ежедневно его читать без сокращений. Кроме того, мы читали роман также в замедленном темпе, надеясь, что некоторым слушателям удастся его записать и тайно распространить.

### Нобелевская премия
23 октября 1958 года Борису Пастернаку была присуждена Нобелевская премия с формулировкой «за значительные достижения в современной лирической поэзии, а также за продолжение традиций великого русского эпического романа». Власти СССР во главе с Н. С. Хрущёвым восприняли это событие с негодованием, поскольку сочли роман антисоветским. Из-за развернувшейся в СССР травли Пастернак вынужден был отказаться от получения премии. Лишь 9 декабря 1989 года Нобелевский диплом и медаль были вручены в Стокгольме сыну писателя Евгению Пастернаку.
Иван Толстой, автор книги «Отмытый роман»:

Потому что этот человек преодолел то, что все остальные писатели в Советском Союзе преодолеть не смогли. Например, Андрей Синявский посылал свои рукописи на Запад под псевдонимом Абрам Терц. В СССР в 1958 году был лишь один человек, который, подняв забрало, сказал: «Я Борис Пастернак, я автор романа „Доктор Живаго“. И я хочу, чтобы он вышел в том виде, в котором он был создан». И этому человеку присудили Нобелевскую премию. Я считаю, что эта высшая награда присуждена самому правильному человеку в то время на Земле.

### Открытое письмо в журнале «Новый мир»
25 октября 1958 года редакция журнала «Новый мир» просила «Литературную газету» опубликовать письмо, направленное в сентябре 1956 года членами тогдашней редколлегии журнала лично Б. Л. Пастернаку по поводу рукописи его романа «Доктор Живаго»:

…Письмо это, отклонявшее рукопись, разумеется, не предназначалось для печати… мы считаем сейчас необходимым предать гласности это письмо членов прежней редколлегии «Нового мира» Б. Пастернаку. Оно с достаточной убедительностью объясняет, почему роман Пастернака не мог найти места на страницах советского журнала…
…Письмо одновременно печатается в одиннадцатой книге «Нового мира».
Главный редактор журнала «Новый мир» А. Т. Твардовский. Редакционная коллегия: Е. Н. Герасимов, С. Н. Голубов, А. Г. Дементьев (зам. главного редактора), Б. Г. Закс, Б. А. Лавренёв, В. В. Овечкин, К. А. Федин.

«18 апреля 1959. Переделкино.
<…> вовсе не шумиха, не присуждение премии, не актуальность или черты религиозности создали судьбу книги и привлекают к ней души <…> Дело в её новизне, не той, которую намеренно завоёвывают и прокламируют в своих заявлениях литературные течения и установки, а в непроизвольной новизне духа и стиля, которая действует на простые сердца немудрёных читателей как их собственное сегодняшнее восприятие и не может затронуть самоуверенных специалистов вчерашнего дня с их испорченными и узкими предпочтениями».
В феврале 1977 года Константин Симонов в открытом письме немецкому писателю А. Андершу писал, что в связи с возникшей политической полемикой

…Спустя два с лишним года, когда редактором «Нового мира» был уже не я, а Александр Твардовский, это письмо именно в том виде, в каком мы тогда, в сентябре 1956 года, отправили его Пастернаку, было напечатано на страницах «Нового мира» его новой редакционной коллегией в ответ на сообщения об антисоветской кампании, поднятой зарубежной реакцией по поводу присуждения Борису Пастернаку Нобелевской премии…

В СССР роман в течение трёх десятилетий распространялся в самиздате и был опубликован только во времена перестройки. В январе—апреле 1988 года «Новый мир» опубликовал авторский текст романа, предварив его предисловием Д. С. Лихачёва.
В июне 1988 года «Новый мир» опубликовал развёрнутую статью о зарождении замысла и истории создания романа.

### Критика
Отрицательную оценку роману дал В. В. Набоков: «„Доктор Живаго“ — жалкая вещь, неуклюжая, банальная и мелодраматическая, с избитыми положениями, сладострастными адвокатами, неправдоподобными девушками, романтическими разбойниками и банальными совпадениями».
Из-за точки зрения автора на ассимиляцию евреев премьер-министр Израиля Д. Бен-Гурион говорил о романе как об «одной из самых презренных книг о евреях, написанных человеком еврейского происхождения».
Б. К. Зайцев писал о заслуженной мировой славе автора и романа:

Чтобы написать «Доктора Живаго», надо было много пережить и перестрадать. То, что накоплялось в душе, излилось в этом замечательном произведении, романе поэта, а не объективного романиста, бытописателя эпохи…

Не думаю, чтобы мировой успех романа зависел только от политики. Даже сквозь переводы нечто дошло до иностранной интеллигенции, покорило, а потом уже повело за собой массу (восторженные статьи, радио, и т. п.)

По мнению Вениамина Каверина:

«Доктор Живаго» — исповедь, повелительно приказывающая задуматься о себе, о своих незаслуженных страданиях, о растоптанном праве на счастье. Книга удалась, потому что жизнь Пастернака, растворённая в ней, превратила её в историю поколения. Другой такой книги о гибели русской интеллигенции нет и, думается, никогда не будет.

И. Г. Эренбург в своих воспоминаниях «Люди, годы, жизнь» писал:

В романе меня поразила художественная неправда. Я убеждён, что Борис Леонидович писал его искренне: в нём есть поразительные страницы о природе, о любви, но слишком много страниц посвящено тому, чего автор не видел, не слышал. К книге приложены чудесные стихи, они как бы подчёркивают душевную неточность прозы.

## Травля
Травля Пастернака из-за романа «Доктор Живаго» стала одной из причин его тяжёлой болезни и преждевременной смерти в 1960 году.
Началась травля сразу после присуждения роману Нобелевской премии в конце октября 1958 года. Тон задал Никита Хрущёв, который в кругу партийно-государственных чиновников сказал о Пастернаке весьма грубо: «Даже свинья не гадит там, где ест». Вскоре «свинские» аналогии по указанию Хрущёва использовал в докладе, посвящённом 40-летию комсомола, первый секретарь Центрального комитета ВЛКСМ Владимир Семичастный. В заявлении ТАСС от 2 ноября 1958 года заявлялось, что  «в своём антисоветском сочинении Пастернак оклеветал общественный строй и народ». Непосредственным координатором общественной и газетной травли стал заведующий Отделом культуры Центрального комитета КПСС Д. А. Поликарпов.
Факт публикации книги за рубежом был представлен властями как предательство и антисоветчина, в то время как осуждение книги «трудящимися» выдавалось за проявление всеобщей солидарности с властью. В резолюции Союза писателей от 28 октября 1958 года Пастернака назвали самовлюблённым эстетом и декадентом, клеветником и предателем. Лев Ошанин обвинил Пастернака в космополитизме, Борис Полевой назвал его «литературным Власовым», Вера Инбер убедила Союз писателей обратиться в правительство с просьбой лишить Пастернака советского гражданства. Затем Пастернака несколько месяцев подряд «разоблачали» в крупнейших советских газетах, таких как «Правда» и «Известия», журналах, по радио и телевидению, вынуждая отказаться от присуждённой ему Нобелевской премии. Его роман, который в СССР мало кто читал, осуждали на организованных начальством среди рабочего дня митингах в институтах, министерствах, на заводах, фабриках, в колхозах. Выступавшие называли Пастернака клеветником, предателем, отщепенцем общества; предлагали его судить и выгнать из страны. Коллективные письма публиковались в газетах, зачитывались по радио. В качестве обвинителей привлекались как люди, не имеющие никакого отношения к литературе (это были ткачихи, колхозники, рабочие), так и профессиональные литераторы. Так, Сергей Михалков написал в адрес Пастернака язвительную эпиграмму.
Позже кампания по шельмованию Пастернака получила ёмкое саркастическое определение «Не читал, но осуждаю!». Эти слова часто фигурировали в речах так называемых «общественных обвинителей», многие из которых книг не брали в руки вообще. Травля, пошедшая одно время на спад, вновь усилилась после публикации 11 февраля 1959 года в британской газете «Daily Mail» стихотворения Пастернака «Нобелевская премия» с комментарием корреспондента Энтони Брауна о том, какому остракизму нобелевский лауреат подвергается у себя на родине.
Публикация романа и присуждение автору Нобелевской премии привели, помимо травли, к исключению Пастернака из Союза писателей СССР (восстановлен посмертно в 1987). Московская организация Союза писателей СССР, вслед за Правлением Союза писателей, требовала высылки Пастернака из Советского Союза и лишения его советского гражданства. В 1966 году Александр Галич написал стихотворение на смерть Пастернака, где есть такие строчки:

Мы не забудем этот смех,
И эту скуку!
Мы поимённо вспомним всех,
Кто поднял руку!

Среди литераторов, требовавших высылки Пастернака из СССР, были Л. И. Ошанин, А. И. Безыменский, Б. A. Слуцкий, С. A. Баруздин, Б. Н. Полевой, К. М. Симонов и многие другие. Публично голос в защиту Пастернака не возвысил в тот момент никто. Однако участвовать в травле отказались и сочувствовали опальному поэту из писателей старшего поколения — Вениамин Каверин и Всеволод Иванов, из молодых литераторов — Андрей Вознесенский, Евгений Евтушенко, Белла Ахмадулина, Булат Окуджава.
…Годы идут, постыдно-шумную историю «Доктора Живаго», о которой в конце пятидесятых годов говорил весь мир, начинают забывать, а между тем необходимо помнить и знать её уже потому, что она, без всякого сомнения, была отмечена этапным значением в развитии отношений между литературой и обществом.

Каверин В. А. Литератор: Дневники и письма. — М.: Советский писатель, 1988. — 304 с. — ISBN 5-265-00375-4
Критик К. Зелинский на собрании об исключении Пастернака из Союза писателей рассказал, что Иванов публично не подал ему руки, и призвал к «очистительной работе», после чего Иванов был изгнан из числа преподавателей МГУ и уволен с поста заместителя главного редактора журнала «Вопросы языкознания».

## Факты
- Широко распространено мнение, что прообразом города Юрятин из «Доктора Живаго» является Пермь[55]. «Пятьдесят лет назад, в конце 1957 года, в Милане вышло первое издание „Доктора Живаго“. В Перми по этому поводу фонд „Юрятин“ даже выпустил настенный календарь „Время Живаго“, а в нём — годовая роспись юбилейных мероприятий»[56].
- Э. Г. Казакевич, прочитав рукопись, заявил: «Оказывается, судя по роману, Октябрьская революция — недоразумение и лучше было её не делать», К. М. Симонов, главный редактор «Нового мира», также отреагировал отказом напечатать роман: «Нельзя давать трибуну Пастернаку!»[значимость факта?]
- Французское издание романа (Галлимар, 1959) иллюстрировал посредством разработанной им техники «игольчатого экрана» русский художник и мультипликатор Александр Алексеев (1901—1982).[значимость факта?]
- В годы холодной войны ЦРУ оплатило тираж романа для распространения на территории СССР[19][20][21][22].
- «Доктор Живаго — главный герой XX века, человек, ищущий свой путь, совсем как наша Россия», стал символом открытого в 2014 году в Москве на месте бывшего кафе «Националь» нового ресторанного заведения в честь литературного персонажа[57].
- Первой экранизацией романа в СССР стала телевизионная версия спектакля волгоградского режиссёра, заслуженного деятеля искусств Виталия Меньших «Тетрадки Юрия Живаго», состоящая из выдержек романа, сопровождающаяся отобранными стихотворениями из произведения. Телевизионный спектакль (1989 год) был поставлен в разгар перестройки и являлся первым спектаклем по мотивам романа после его официального разрешения и публикации в СССР (1988). Главную роль (Юрий Андреевич Живаго) сыграл заслуженный артист России Евгений Безмолитвенный[источник не указан 2435 дней].
- Под впечатлением от романа лидер группы «ДДТ» Юрий Шевчук написал одну из своих наиболее известных песен патриотического содержания — «Родина». Песня вошла в альбом «Актриса Весна».[значимость факта?]
- С. Г. Буров в своей книге «Пастернак на эзотерическом перекрёстке: масонство и алхимия в „Докторе Живаго“» исследует текст романа, как текст, моделируемый составными масонского ритуала, процесса алхимического Великого Делания и некоторых каббалистических техник[58].
- Алексей Аджубей вспоминает, что впоследствии Н. С. Хрущёв сожалел о решении не печатать роман: «Ничего бы не случилось…»[59]
- В 2017 году в Риме Карло Фельтринелли, потомок основателя издательского дома Джанджакомо Фельтринелли, получил специальный приз Международного культурного фестиваля «Русский Рим», посвящённый 60-летию со дня первой публикации романа «Доктор Живаго» Бориса Пастернака в издательстве Feltrinelli[англ.][60].

## Экранизации
| Год  | Страна                          | Название                            | Режиссёр          | В ролях                                                                                            | Примечание                                                                      |
| ---- | ------------------------------- | ----------------------------------- | ----------------- | -------------------------------------------------------------------------------------------------- | ------------------------------------------------------------------------------- |
| 1959 | Бразилия                        | Доктор Живаго (порт. Doutor Jivago) |                   | | ТВ                                                                              |
| 1965 | США                             | Доктор Живаго (Doctor Zhivago)      | Дэвид Лин         | Омар Шариф (Юрий Живаго), Джули Кристи (Лара Антипова), Род Стайгер (Виктор Комаровский)           | Лауреат 5 премий «Оскар»                                                        |
| 1990 | СССР/ Великобритания            | Другая драма (Pasternak)            | Андрей Некрасов   | Леонид Майзель (Юрий Живаго), Дарья Худякова (Лара Антипова), Валерий Доронин (Виктор Комаровский) | в фильме-биографии Пастернака его жизнь переплетается с жизнью героя его романа |
| 2002 | Великобритания · США · Германия | Доктор Живаго (Doctor Zhivago)      | Джакомо Кампиотти | Ханс Мэтисон (Юрий Живаго), Кира Найтли (Лара Антипова), Сэм Нил (Виктор Комаровский)              | ТВ/DVD                                                                          |
| 2005 | Россия                          | Доктор Живаго                       | Александр Прошкин | Олег Меньшиков (Юрий Живаго), Чулпан Хаматова (Лара Антипова), Олег Янковский (Виктор Комаровский) | Телевизионный 11-серийный фильм (НТВ, Россия)                                   |

## Инсценировки
| Год  | Театр                                       | Название        | Режиссёр            | В ролях | Примечание |
| ---- | ------------------------------------------- | --------------- | ------------------- | --- | --- |
| 1993 | Театр на Таганке                            | Живаго (доктор) | Юрий Любимов        | Анна Агапова (Лара), Любовь Селютина (Тоня), Валерий Золотухин (Юрий), Александр Трофимов (Павел), Феликс Антипов (Комаровский)                                  | Музыкальная притча по мотивам романа и поэзии разных лет А. Блока, О. Мандельштама, Б. Пастернака, А. Пушкина. Композитор Альфред Шнитке |
| 2007 | Пермский театр драмы                        | «Доктор Живаго» | Борис Мильграм      | | Мюзикл. Композитор Александр Журбин |
| 2011 | «Лирический Сидней» (Сидней)                | «Доктор Живаго» | Дэс МакАнуфф        | Энтони Варлоу (Юрий), Люси Маундер (Лара), Мартин Крюз (Павел), Танил Ван Цыль (Тоня)                                                                            | Мировая премьера мюзикла. Композитор Люси Саймон.                                                                                        |
| 2013 | КГАУК «Пермский академический Театр-Театр»  | Доктор Живаго   | Борис Мильграм      | Ольга Пудова / Анна Сырчикова (Лара), Ирина Максимкина (Тоня), Вячеслав Чуистов (Юрий), Дмитрий Васёв (Павел), Владимир Сырчиков/Анатолий Смоляков (Комаровский) | |
| 2015 | Театр «Зазеркалье»                          | Доктор Живаго   | Василий Заржецкий   | Кирилл Павлов (Юрий), Варвара Шалагина (Лара), Кирилл Гордеев (Павел), Борис Хасанов (Комаровский), Мария Мекаева (Тоня)                                         | Спектакль-плакат |
| 2018 | Такаразука Ревью (Япония)                   | Доктор Живаго   | Рё Харада           | Ю Тодороки (Юрий), Хитоми Ариса (Лара), Нацу Сиротае (Егоровна), Мицуки Тендзю (Комаровский), Рео Кизаки (Александр)                                             | Мюзикл |
| 2021 | Московский театр «Мастерская П. Н. Фоменко» | Доктор Живаго   | Евгений Каменькович | Иван Вакуленко (Юрий), Ольга Бодрова (Лара), Юрий Титов (Павел), Екатерина Смирнова (Тоня), Карэн Бадалов (Комаровский)                                          | |